# Olympische Sommerspiele 2016/Leichtathletik – 4 × 400 m (Männer)

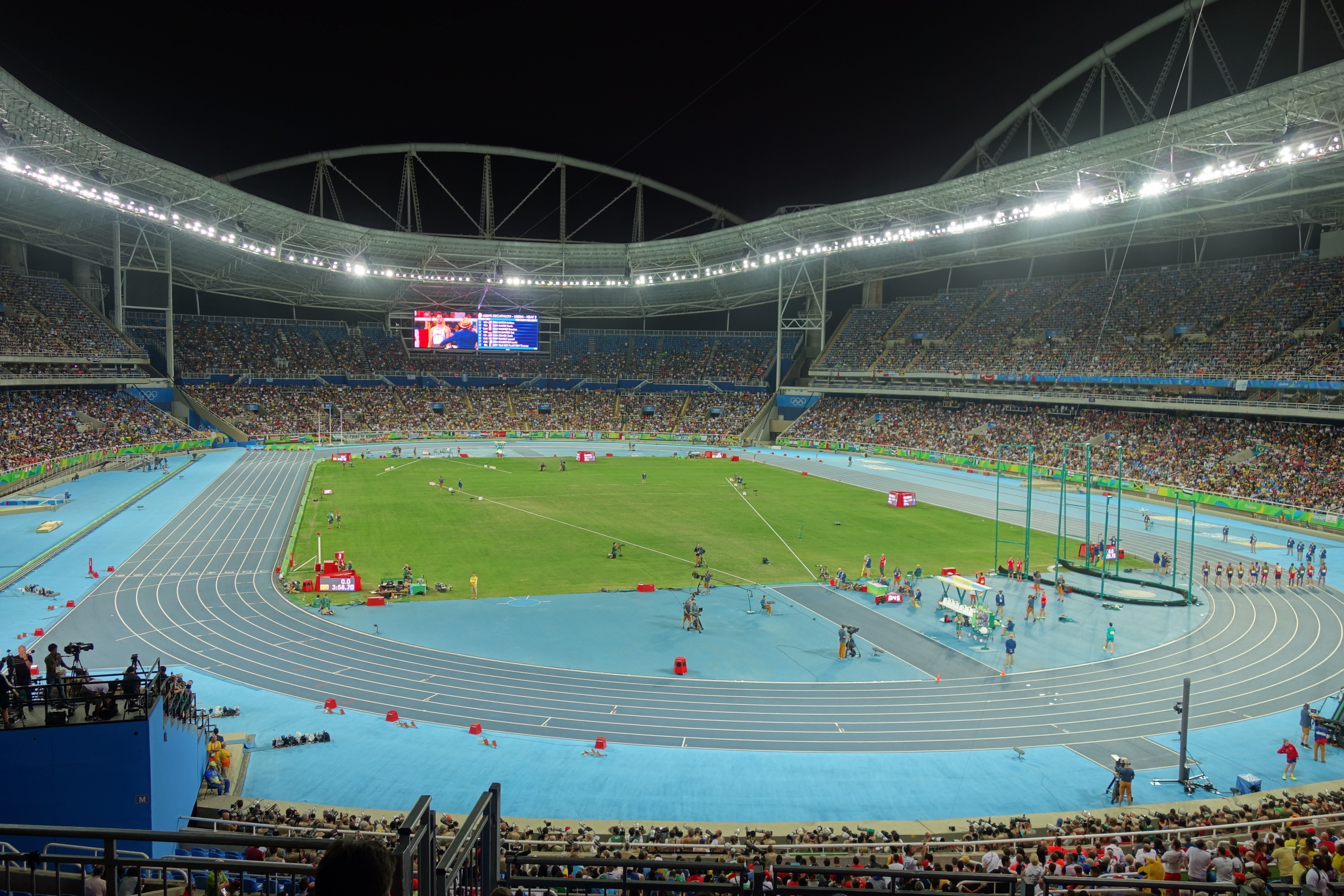
Innenraum des Estádio Olímpico João Havelange während der Spiele von Rio

Die 4-mal-400-Meter-Staffel der Männer bei den Olympischen Spielen 2016 in Rio de Janeiro wurde am 19. und 20. August 2016 im Estádio Olímpico João Havelange ausgetragen. In sechzehn Staffeln nahmen 68 Athleten teil.
Die Goldmedaille gewann die Staffel der USA mit Arman Hall, Tony McQuay, Gil Roberts und LaShawn Merritt (Finale) sowie den im Vorlauf außerdem eingesetzten Kyle Clemons und David Verburg.
Silber ging an Jamaika in der Besetzung Peter Matthews, Nathon Allen, Fitzroy Dunkley, Javon Francis (Finale) sowie dem im Vorlauf außerdem eingesetzten Rusheen McDonald.
Bronze errangen die Bahamas in der Besetzung Alonzo Russell, Michael Mathieu, Steven Gardiner und Chris Brown (Finale) sowie dem im Vorlauf außerdem eingesetzten Stephen Newbold.
Auch die in den Vorläufen eingesetzten Läufer erhielten jeweils entsprechendes Edelmetall.
Staffeln aus Deutschland, der Schweiz, Österreich und Liechtenstein nahmen nicht teil.

## Aktuelle Titelträger
| Olympiasieger                         | Bahamas    | 2:56,72 min | London 2012    |
| Weltmeister                           | USA        | 2:57,82 min | Peking 2015    |
| Europameister                         | Belgien    | 3:01:10 min | Amsterdam 2016 |
| Nord-/Zentralamerika-/Karibik-Meister | USA        | 3:00,07 min | San José 2015  |
| Südamerika-Meister                    | Venezuela  | 3:04,96 min | Lima 2015      |
| Asienmeister                          | Katar      | 3:02,50 min | Wuhan 2015     |
| Afrikameister                         | Botswana   | 3:02,20 min | Durban 2016    |
| Ozeanienmeister                       | Australien | 3:15,55 min | Cairns 2015    |

## Rekorde

### Bestehende Rekorde
| Weltrekord         | USA (Andrew Valmon, Quincy Watts, Harry Reynolds, Michael Johnson)  | 2:54,29 min | Stuttgart, Deutschland                | 22. August 1993 |
| Olympischer Rekord | USA (LaShawn Merritt, Angelo Taylor, David Neville, Jeremy Wariner) | 2:55,39 min | Finale OS Peking, Volksrepublik China | 23. August 2008 |

Der bestehende olympische Rekord wurde bei diesen Spielen nicht erreicht. Mit der schnellsten Zeit, die Olympiasieger USA im Finale am 20. August mit 2:57,30 min erzielte, verfehlte diese Staffel den bestehenden olympischen Rekord um 1,91 Sekunden. Zum Weltrekord fehlten 3,01 Sekunden.

### Rekordverbesserungen
Es wurden vier neue Landesrekorde aufgestellt:
- 2:59,35 min – Botswana (Isaac Makwala, Karabo Sibanda, Onkabetse Nkobolo, Leaname Maotoanong), erster Vorlauf am 19. August
- 2:59,25 min – Belgien (Julien Watrin, Jonathan Borlée, Dylan Borlée, Kevin Borlée), zweiter Vorlauf am 19. August
- 2:58,52 min – Belgien (Julien Watrin, Jonathan Borlée, Dylan Borlée, Kevin Borlée), Finale am 20. August
- 2:59,35 min – Botswana (Isaac Makwala, Karabo Sibanda, Onkabetse Nkobolo, Leaname Maotoanong), Finale am 20. August

Anmerkung:
Alle Zeitangaben sind auf die Ortszeit Rio (UTC-3) bezogen.

## Vorrunde
Die Vorrunde wurde in zwei Läufen durchgeführt. Für das Finale qualifizierten sich pro Lauf die ersten drei Staffeln (hellblau unterlegt). Darüber hinaus kamen die beiden nachfolgend zeitschnellsten Teams, die sogenannten Lucky Loser (hellgrün unterlegt), weiter.

### Lauf 1

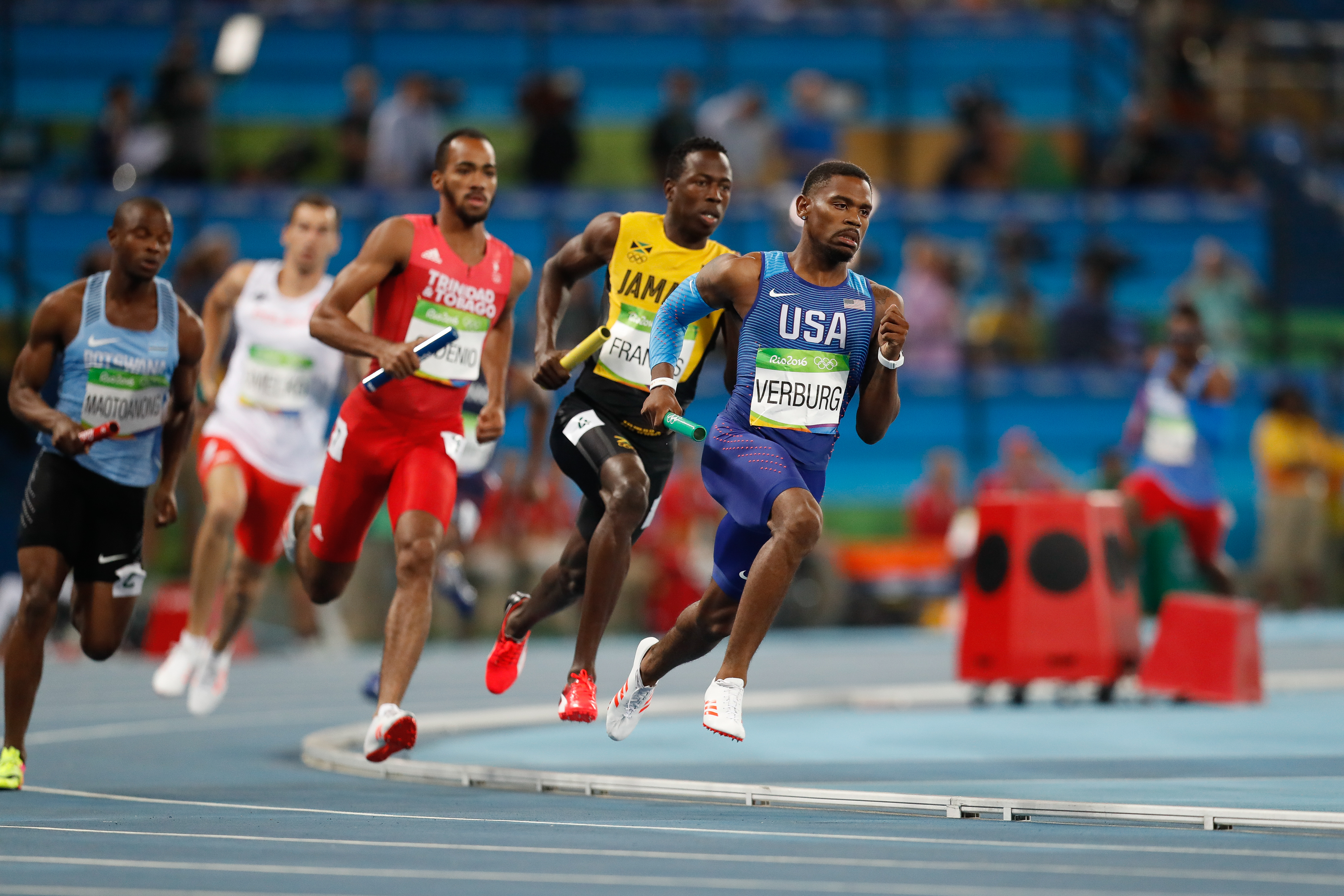
Szene aus dem ersten Vorlauf nach dem dritten Wechsel:
David Verburg (USA) vor Nathon Allen (Jamaika), Machel Cedenio (Trinidad und Tobago) sowie Leaname Maotoanong (Botswana), im Hintergrund: Rafał Omelko (Polen)

19. August 2016, 21:10 Uhr
| Platz | Nation              | Besetzung                                                             | Zeit (min) | Anmerkung                                            |
| ----- | ------------------- | --------------------------------------------------------------------- | ---------- | ---------------------------------------------------- |
| 1     | Jamaika             | Rusheen McDonald (Vorlauf) Peter Matthews Nathon Allen Javon Francis  | 2:58,29    |                                                      |
| 2     | USA                 | Arman Hall Tony McQuay Kyle Clemons (Vorlauf) David Verburg (Vorlauf) | 2:58,38    |                                                      |
| 3     | Botswana            | Isaac Makwala Karabo Sibanda Onkabetse Nkobolo Leaname Maotoanong     | 2:59,35    | NR                                                   |
| 4     | Polen               | Łukasz Krawczuk Michał Pietrzak Jakub Krzewina Rafał Omelko           | 2:59,58    |                                                      |
| 5     | Frankreich          | Mame-Ibra Anne Teddy Atine-Venel Mamadou Kassé Hann Thomas Jordier    | 3:00,82    |                                                      |
| 6     | Kolumbien           | Anthony Zambrano Diego Palomeque Carlos Lemos Jhon Perlaza            | 3:01,84    |                                                      |
| 7     | Japan               | Julian Walsh Tomoya Tamura Takamasa Kitagawa Nobuya Kato              | 3:01,84    |                                                      |
| DSQ   | Trinidad und Tobago | Jarrin Solomon Lalonde Gordon Deon Lendore Machel Cedenio             |            | Weltleichtathletikverband Regel 163.3 Bahnübertreten |

### Lauf 2

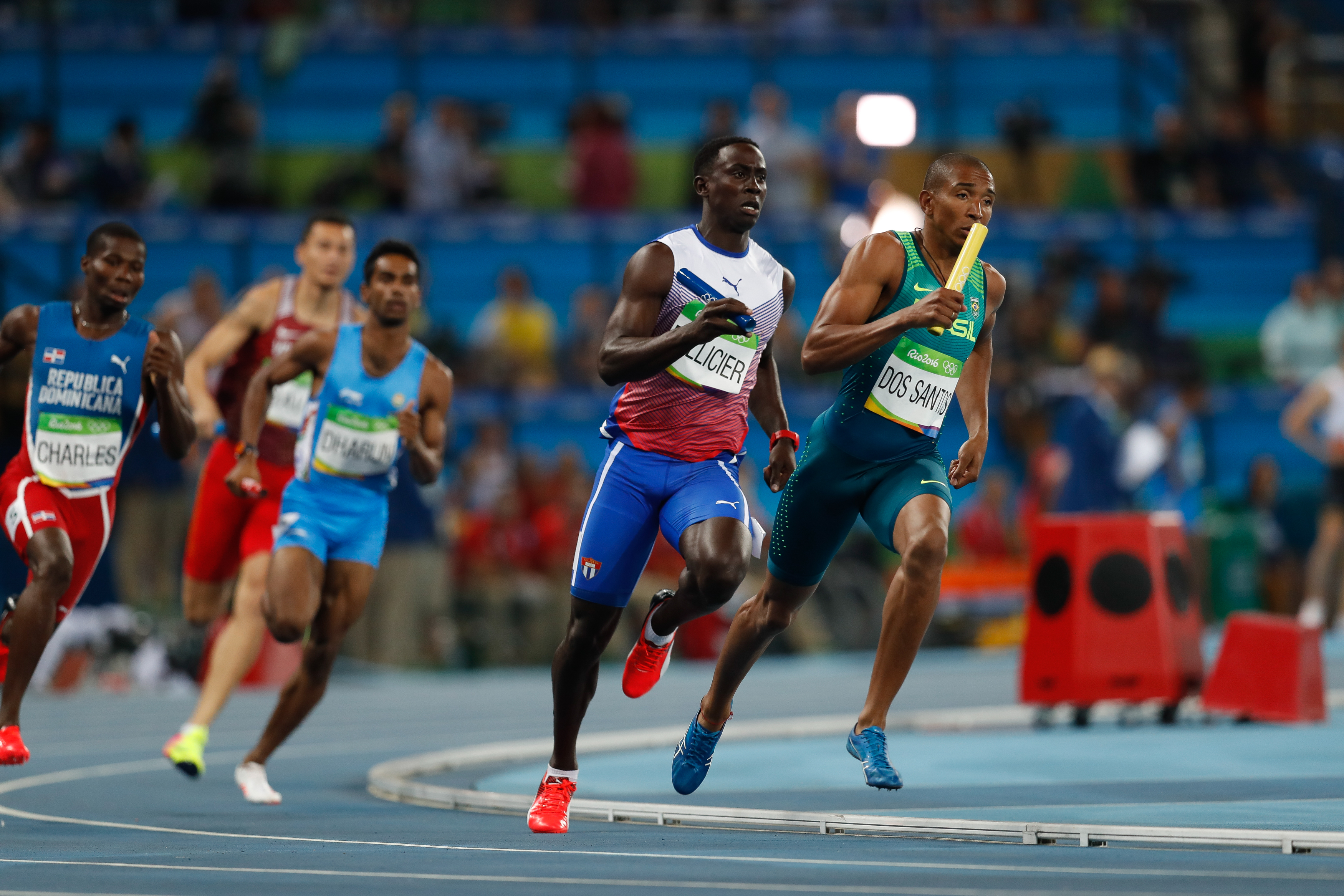
Vorlauf zwei nach dem zweiten Wechsel:
Peterson dos Santos (Brasilien) vor Osmaidel Pellicier (Kuba), dahinter Ayyasamy Dharun (Indien) und Luis Charles (Dominikanische Republik)

18. August 2016, 11:48 Uhr
| Platz | Nation                  | Besetzung                                                                | Zeit (min) | Anmerkung                                                                   |
| ----- | ----------------------- | ------------------------------------------------------------------------ | ---------- | --------------------------------------------------------------------------- |
| 1     | Belgien                 | Julien Watrin Jonathan Borlée Dylan Borlée Kevin Borlée                  | 2:59,25    | NR                                                                          |
| 2     | Bahamas                 | Alonzo Russell Chris Brown Steven Gardiner Stephen Newbold (Vorlauf)     | 2:59,64    |                                                                             |
| 3     | Kuba                    | William Collazo Adrian Chacón Osmaidel Pellicier Yoandys Lescay          | 3:00,16    |                                                                             |
| 4     | Brasilien               | Pedro Luiz de Oliveira Alexander Russo Peterson dos Santos Hugo de Sousa | 3:00,43    |                                                                             |
| 5     | Dominikanische Republik | Yon Soriano Luguelín Santos Luis Charles Gustavo Cuesta                  | 3:01,76    |                                                                             |
| 6     | Venezuela               | Arturo Ramírez Omar Longart Alberth Bravo Freddy Mezones                 | 3:02,69    |                                                                             |
| DSQ   | Großbritannien          | Nigel Levine Delano Williams Matthew Hudson-Smith Martyn Rooney          |            | Weltleichtathletikverband Regel 170.19 Anlaufen außerhalb des Wechselraumes |
| DSQ   | Indien                  | Kunhu Muhammed Muhammed Anas Ayyasamy Dharun Arokia Rajiv                |            | Weltleichtathletikverband Regel 170.19 Anlaufen außerhalb des Wechselraumes |

## Finale
20. August 2016, 22:35 Uhr
| Platz | Nation    | Besetzung | Zeit (min) | Anmerkung |
| ----- | --------- | --- | ---------- | --------- |
| 1     | USA       | Arman Hall Tony McQuay Gil Roberts (Finale) LaShawn Merritt (Finale) im Vorlauf außerdem: Kyle Clemons David Verburg | 2:57,30    |           |
| 2     | Jamaika   | Peter Matthews Nathon Allen Fitzroy Dunkley (Finale) Javon Francis im Vorlauf außerdem: Rusheen McDonald             | 2:58,16    |           |
| 3     | Bahamas   | Alonzo Russell Michael Mathieu (Finale) Steven Gardiner Chris Brown im Vorlauf außerdem: Stephen Newbold             | 2:58,49    |           |
| 4     | Belgien   | Julien Watrin Jonathan Borlée Dylan Borlée Kevin Borlée                                                              | 2:58,52    | NR        |
| 5     | Botswana  | Isaac Makwala Karabo Sibanda Onkabetse Nkobolo Leaname Maotoanong                                                    | 2:59,06    | NR        |
| 6     | Kuba      | William Collazo Adrian Chacón Osmaidel Pellicier Yoandys Lescay                                                      | 2:59,53    |           |
| 7     | Polen     | Łukasz Krawczuk Michał Pietrzak Jakub Krzewina Rafał Omelko                                                          | 3:00,50    |           |
| 8     | Brasilien | Pedro Luiz de Oliveira Alexander Russo Peterson dos Santos Hugo de Sousa                                             | 3:03,28    |           |

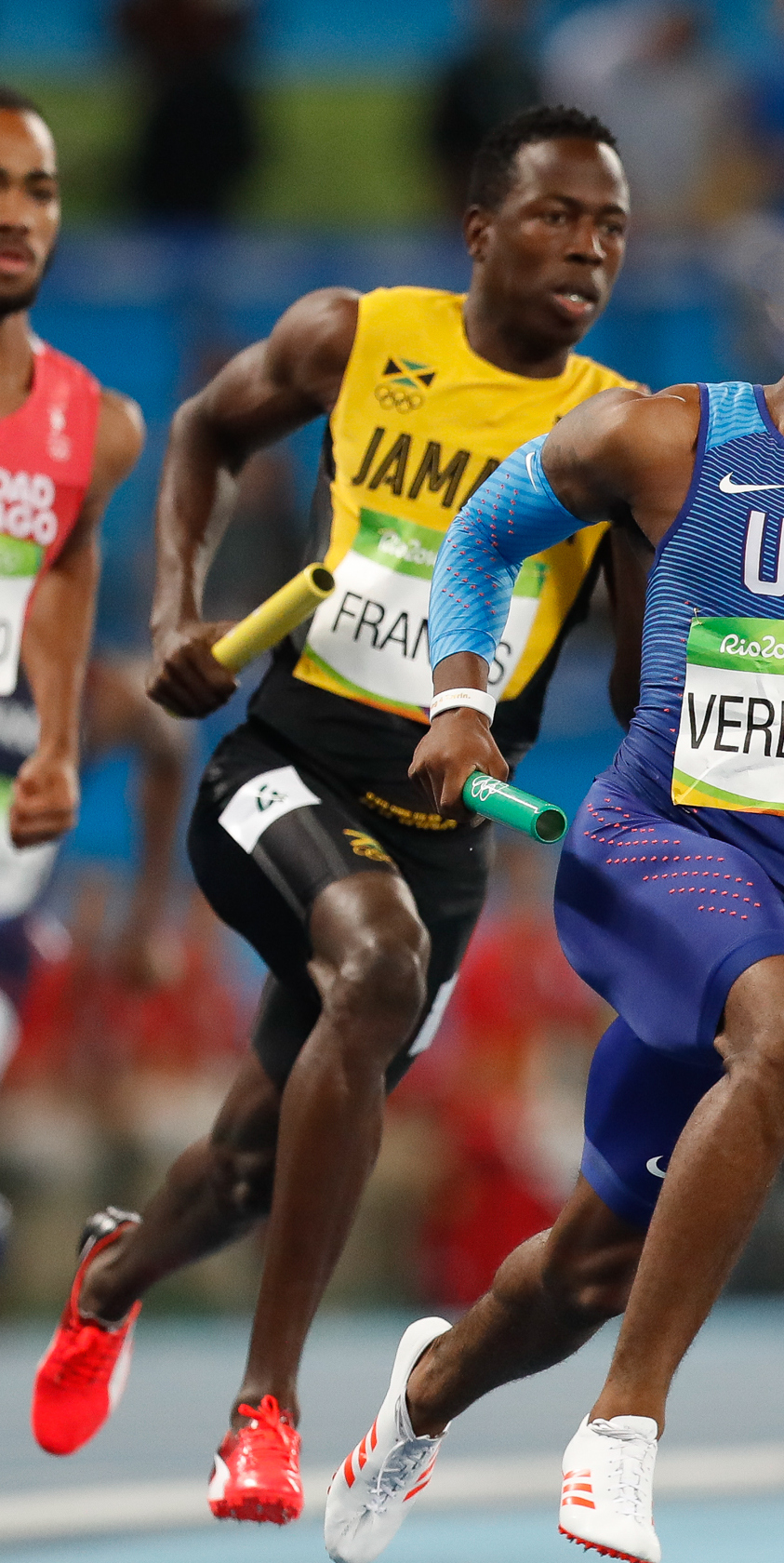
Javon Francis, Schlussläufer für Jamaika (hier unterwegs im ersten Vorlauf)

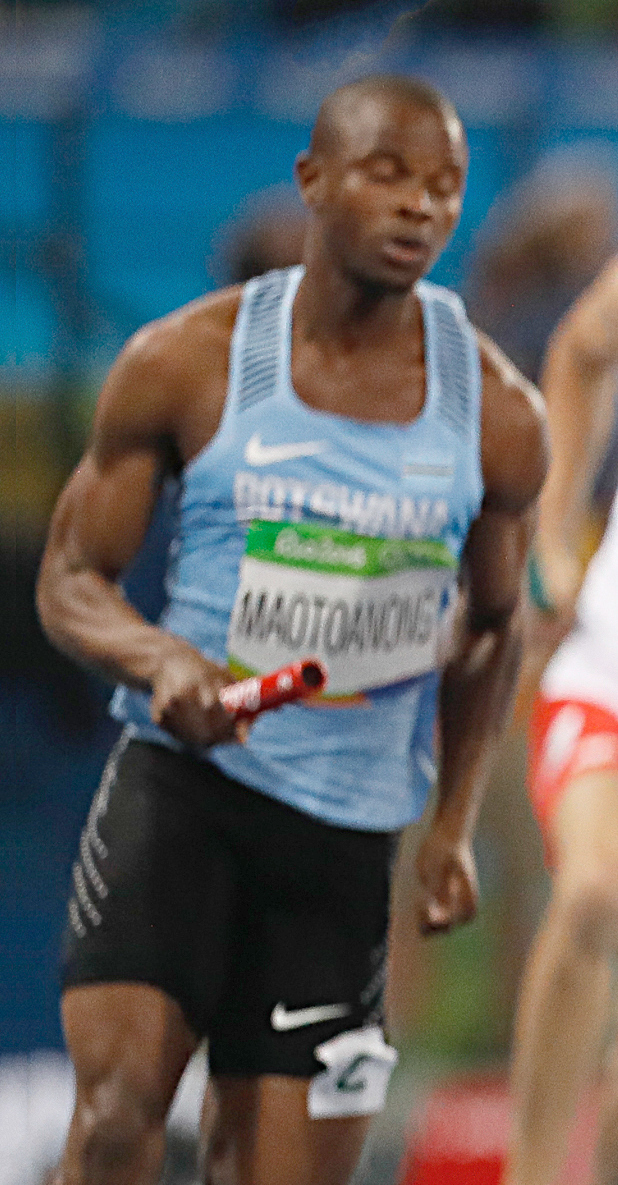
Leaname Maotoanong (hier im ersten Vorlauf) konnte den Bronzeplatz für Botswana nicht halten

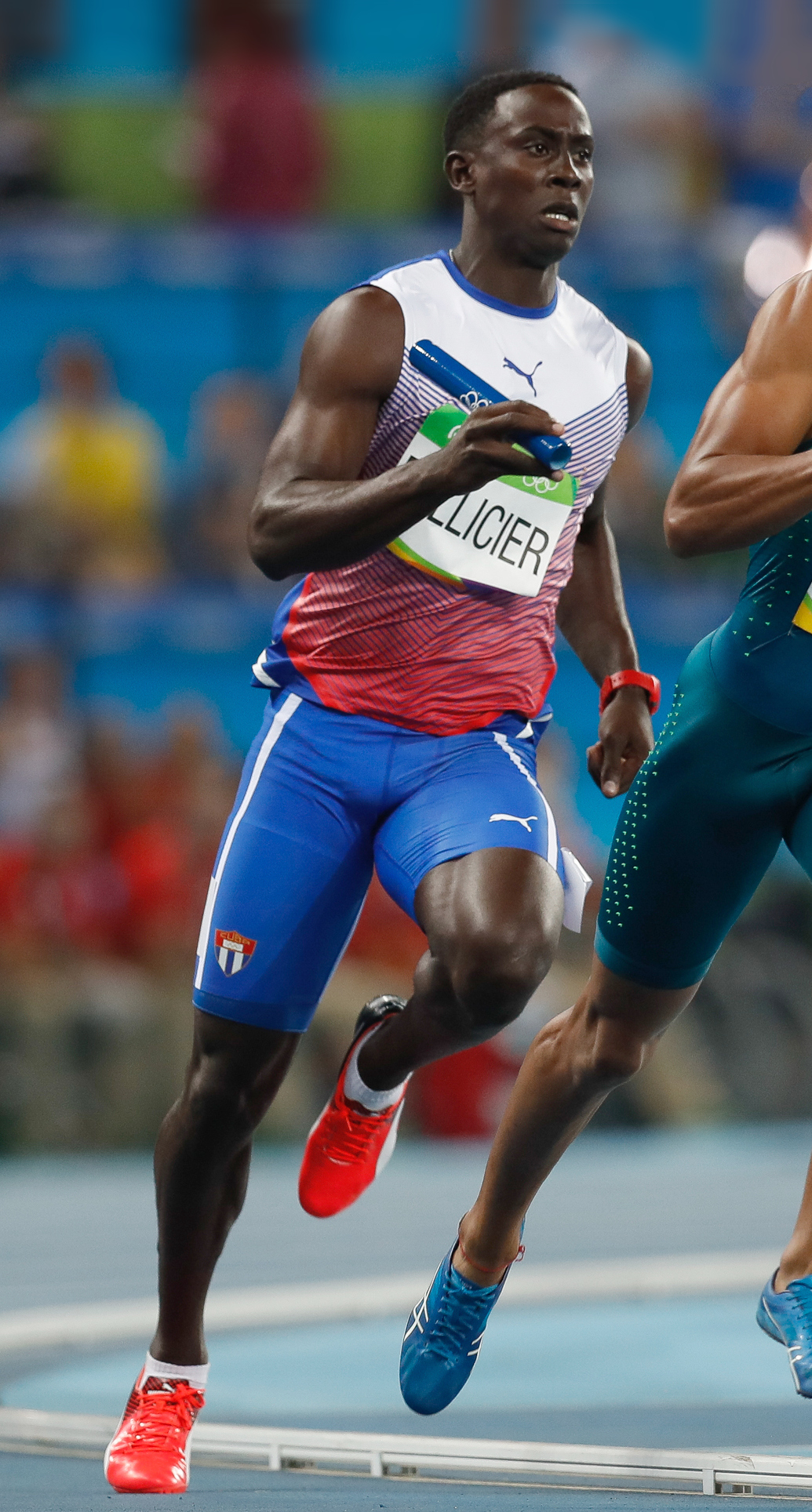
Osmaidel Pellicier, dritter Läufer für Kuba

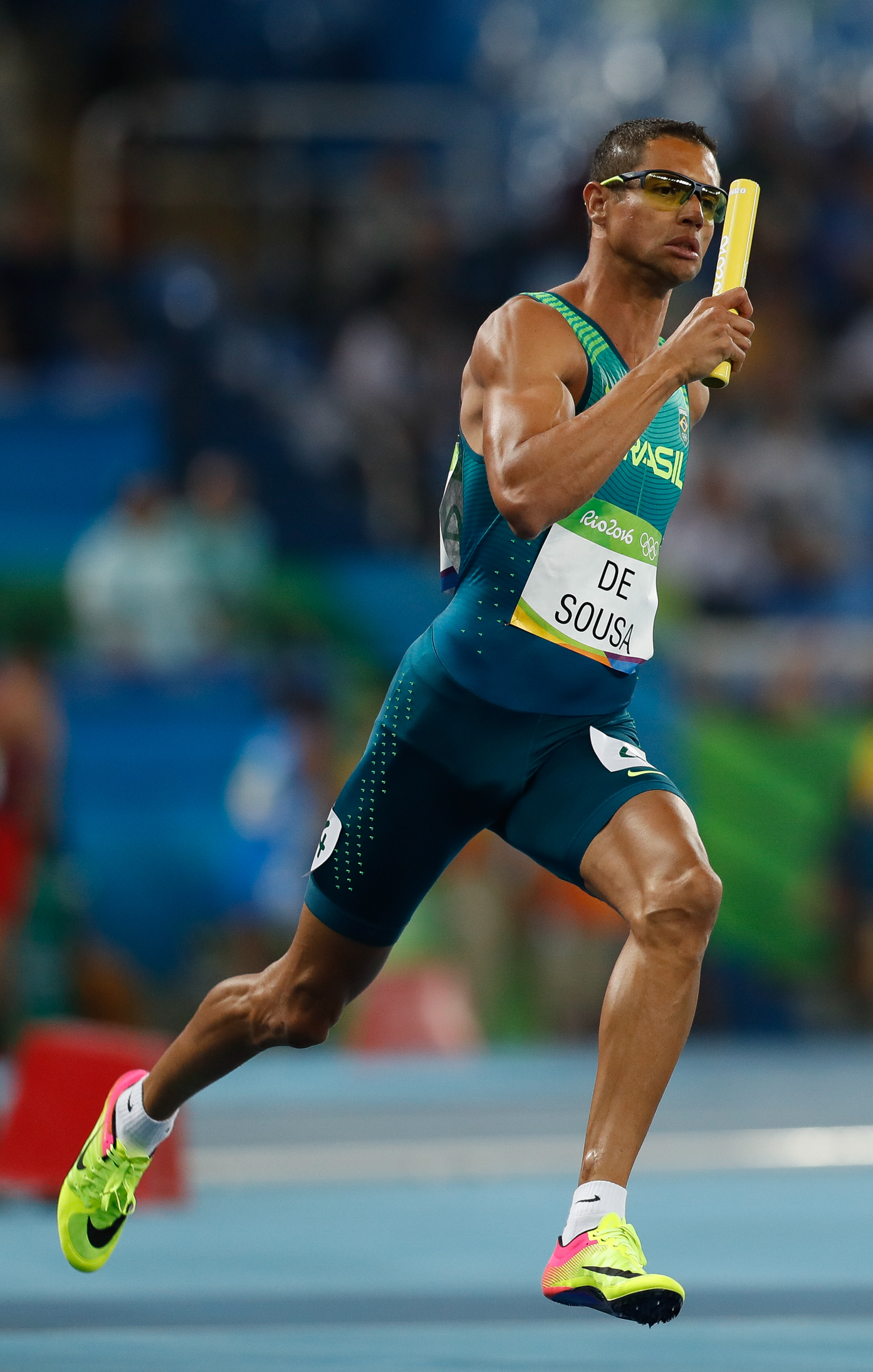
Brasiliens Schlussläufer Hugo de Sousa

Die Staffel der USA war als amtierender Weltmeister favorisiert. Stärkste Konkurrenten waren das Team des Vizeweltmeisters aus Trinidad und Tobago, die Mannschaft Großbritanniens als WM-Dritter und das Team des Olympiasiegers von 2012 Bahamas. Aber auch Belgien und Botswana hatten in den Vorläufen hervorragende Zeiten erzielt, der Kampf um die Medaillen erschien offen.
Gegenüber den Vorläufen gab es folgende Besetzungsänderungen:
- USA – Gil Roberts für Kyle Clemons und LaShawn Merritt für David Verburg
- Jamaika – Fitzroy Dunkley für Rusheen McDonald
- Bahamas – Michael Mathieu für Stephen Newbold

Den besten Start im Finale hatten Jamaika und Botswana. Jamaikas Startläufer Peter Matthews wurde jedoch schon bald vom Belgier Julien Watrin eingeholt. Beim ersten Wechsel war Isaac Makwala aus Botswana vorn.
Auch die USA konnten nach dem Wechsel zu Jamaika auf Rang drei aufschließen. Michael Mathieu von den Bahamas kam ebenfalls näher an Nathon Allen aus Jamaika heran. Mit Jonathan Borlée waren die Belgier weiterhin gut im Rennen. Eingangs der Zielgeraden hielt Karabo Sibanda für seine Staffel aus Botswana seinen Vorsprung von circa fünf Metern auf Tony McQuay aus den USA weiter aufrecht. Allen hatte Borlée überholt und sich auch von Mathieu lösen können.
Beim Wechsel hatte Sibanda Schwierigkeiten, seinen Teamkameraden Onkabetse Nkobolo zu finden. McQuay kam so an den langsamer werdenden Sibanda heran, Botswana und die USA wechselten fast gleichauf. Dabei kam es zu einem unglücklichen Zusammenstoß, als Nkobolo den Stab übernommen hatte. Er rannte dem US-Läufer Gil Roberts, der noch im Wechselvorgang begriffen war, in den Rücken. Roberts jedoch behielt seinen Schwung, während Nkobolo durch den Aufprall Tempo verloren hatte und neu beschleunigen musste. Jamaikas Fitzroy Dunkley konnte durch den Zwischenfall viele Meter seines Rückstands auf Botswana aufholen. Auf der Gegengeraden verlor Roberts seine Balance, warf den Stab kurz in die Luft, um ihn nicht zu Boden fallen zu lassen, fing ihn wieder auf und konnte dann weiterlaufen. Zweiter war weiterhin Nkobolo vor Dunkley. Doch weil Steven Gardiner für die Bahamas zu Dunkley aufgeschlossen hatte, wurde das Rennen noch enger.
Beim letzten Wechsel ging LaShawn Merritt für die USA als Führender vor Leaname Maotoanong aus Botswana auf die Bahn. Dritter war nun Bahamas mit Chris Brown, der sich beim Wechsel an Javon Francis aus Jamaika vorbeigeschoben hatte. Dahinter lag Belgien mit Kevin Borlée. Auf der Gegengeraden kamen Brown, Francis und Borlée an Maotoanong heran, während Merritt mit gutem Vorsprung vorne lag. In der Zielkurve zogen Francis und dann auch Brown an Maotoanong vorbei. Jamaika war nun Zweiter, Bahamas Dritter vor Botswana, knapp dahinter folgte Belgien mit Kevin, dem dritten der Borlée-Brüder. Maotoanong hatte alles gegeben, kämpfte um seine Balance und konnte das hohe Tempo nicht mehr ganz halten, sodass auch Borlée an ihm vorbeizog. Merritt erreichte mit sieben Metern Vorsprung auf Francis das Ziel, die Vereinigten Staaten hatten Gold gewonnen, für Jamaika gab es Silber. Drei Meter hinter den Jamaikanern kam es zu einem Zweikampf um Bronze, den Brown für sich entscheiden konnte. Borlées Versuch, mit einem Sprung noch an seinem Gegner vorbeizukommen, war vergeblich. Bahamas hatte Bronze errungen, für Belgien blieb Platz vier. Botswana wurde Fünfter vor Kuba.
Die ersten sechs Staffeln blieben unter der drei-Minuten-Marke, Belgien und Botswana unterboten ihre in den Vorläufen aufgestellten Landesrekorde noch weiter. Der olympische Rekord des US-Teams von 2008 hatte jedoch weiter Bestand.
Im 24. olympischen Finale über 4-mal 400 Meter gab es den siebzehnten Sieg einer US-Staffel.

## Video
- USA relay team wins 4X400 gold, youtube.com, abgerufen am 1. Mai 2022